# Xin Yuanshi
Xin yuanshi (chinois : 新元史 ; pinyin : xīn yuánshǐ ; litt. « nouvelle histoire (de la dynastie) Yuan ») est l'histoire de la Dynastie Yuan écrite entre la fin de la Dynastie Qing et le début de la République de Chine par l'historien Ke Shaomin (柯劭忞, kē shaomín). Elle porte le nom de nouvelle histoire des Yuans, puisque l'histoire des Yuans avait déjà été décrite dans l'ouvrage « Yuan Shi » (« Histoire (de la dynastie) Yuan »), écrite sous la Dynastie Ming, un an après la fin de la dynastie décrite.